# Teresa Rovira i Comas
Teresa Rovira i Comas (Barcelona, 13 de dezembro de 1918 – Barcelona, 23 de setembro de 2014) foi uma bibliotecária catalã, filha de Antoni Rovira i Virgili.

## Biografia

### Primeiros anos
Teresa Rovira nasceu em Barcelona em 13 de dezembro de 1918, a filha mais velha do escritor, historiador e político Antoni Rovira i Virgili. Estudou no Mutuar Escolar Blanquerna sob a direção de Alexandre Galí. Quando criança, ela era uma grande leitora e, entre os primeiros autores, encontrou Lola Anglada, em Josep Carnero ou Dolors Monserda.
Aos 15 anos de idade, em junho de 1936, ele entrou na Escola de Bibliotecários, mas teve que interromper os estudos devido ao início da guerra, em julho de 1936. Em 1939 ele foi para o exílio na França com sua família, enquanto a biblioteca dele casa, com todos os livros de seu pai, foi confiscada e não se recuperaria até mais de setenta anos com o retorno de uma parte dos papéis de Salamanca.

### Exílio em França
Em 1944, formou-se em Literatura (História e Geografia) pela Universidade de Montpellier. Em Montpellier, conheceu o amigo e colaborador do presidente Josep Irla Felip Calvet, com quem em 1946 casou-se em Andorra, o único lugar onde a cerimônia poderia ser realizada em catalão.
O casal se instalou em Perpinhã, onde as atividades comerciais de Calvet se concentraram em uma pequena fábrica de rolhas de champanhe e vinho, enquanto colaborava em negócios e assuntos políticos com Josep Irla. No ano letivo 1951-1952, foi leitor de espanhol no Lycée de Jeunes Hijas, em Perpignan. Mesmo assim, as visitas a Barcelona tornaram-se mais frequentes até o ponto em que Teresa Rovira terminou seus estudos de bibliotecário no ano lectivo de 1949-1950 e em 1953 obteve um cargo de bibliotecária na Biblioteca Popular de Esparreguera, onde se instalou com seu filho. Felip Calvet ficou em Champanhe, sem um passaporte e visitou-os mensalmente.

### Regresso a Catalunha
O casamento finalmente retornou do exílio em 1958, quando Rovira passou pela Biblioteca da Catalunha (então chamada Biblioteca Central) e lá começou a trabalhar com o fundo do livro para crianças que Jordi Rubió - onde ele era diretor até janeiro de 1939 - havia coletado para a Biblioteca da Catalunha e que foi mantido no fundo histórico da Biblioteca Infantil de Santa Cruz. É neste momento que ele começa a estabelecer a bibliografia de livros infantis em catalão e, a partir de então, dedicou-se à investigação de literatura infantil e juvenil catalã.
Com a bibliotecária Carme Ribé propôs a criação de uma biblioteca piloto com a Escola de Bibliotecários, uma ideia que se materializaria com o nascimento das bibliotecas de Sant Pau e Santa Creu. Em 1973 formou-se em Literatura pela Universidade de Barcelona. De 1971 a 1981 dirigiu a Biblioteca Popular de Santa Pau e, de 1981 a 1983, foi chefe da popular rede de bibliotecas da Diputación de Barcelona.
Em 1986, Max Cahner retomou a publicação da Revista da Catalunha para dar continuidade à publicação fundada por Antoni Rovira i Virgili em 1948. Teresa Rovira fazia parte da Fundació Revista de Catalunha fornecendo conhecimento, experiência e continuidade. Ela morreu, já se aposentou, em 2014.

## Amostra de livros que acompanharam Teresa Rovira
Teresa Rovira, em suas estadias em Tarragona, e especialmente durante sua juventude, lembra como a Biblioteca Popular de Tarragona (1926-1962), seus livros a cativaram; Ele leu muitos livros e começou de forma precoce o que os grandes lêem. Lembre-se de como a Escola Blanquerna recitou de versos de memória por Joan Maragall, Joan Alcover, Joan Maria Guasch, Maria Antònia Salvà, Josep M. de Sagarra; também Josep Maria López-Picó lhes contou sobre seus epigramas. 
Durante os verões em Tarragona, ele lê as novelas de Dolors Monserdà e Narciso Oller ou o teatro de Ignasi Iglésias. Lembre-se de como La Seleta de las Lecturas de Artur Martorell era o maná diário. Mais tarde, ele foi encorajado com as leituras da coleção A tot Vent. Mas a primeira novela que ele leu com apenas 10 anos foi Maria Glòria de Dolors Monserdà. Seu pai o encorajou e ele só lembra que ele proibiu o livro Yo! de Prudenci Bertrana dizendo que o leria mais tarde.
Não muito depois, o surgimento da guerra e do exílio cortou a prontidão das leituras e, em 19 de julho de 1936, as chamas do convento de Santa Clara a surpreenderam, entre a Rambla Vella e o Balcó del Mediterrani. Participaram para Barcelona e, em 1939, para o exílio. Poucos dias depois, eles entraram e confiscaram a biblioteca do pai no bairro Huerta e tiraram todos os livros. Parte dessa biblioteca foi catalogada por Teresa durante suas primeiras práticas na Escola de Bibliotecários. Só depois de muitos anos, em 2012, uma parte da biblioteca de seu pai foi recuperada, com o retorno dos papéis de Salamanca. Entre esses livros recuperados, Maria Glòria recuperou-se porque colocou o nome dela. 
Abaixo estão alguns desses livros que ele provavelmente lê na Biblioteca Popular de Tarragona, alguns manuais que ele usou em seus estudos e também uma amostra desses recuperados da biblioteca de seu pai. Todos eles muito perto de Teresa Rovira.

### Livros
- Juan Francisco Albiñana y de Borrás y Andrés de Bofarull y Brocá. Tarragona monumental o sea descripción histórica y artística de todos sus antiguedades y monumentos celtas y romanos. Tarragona : Imp. de Arios y Jurnet, 1849
- Joan Alcover y Maspons. Poesías. Barcelona : Ilustració Catalana, 1926
- Lola Anglada. En Peret. Con ilustraciones de la autora. Barcelona : Imprenta Altés, [1926?]
- Prudenci Bertrana. Yo!: memorias de un médico filósofo. Barcelona : Librería Catalònia, [193-?]. (Biblioteca Universo ; 28)
- Josep Carnero. La inútil ofrenda. Barcelona : Ed. Catalana, 1924. (Biblioteca literaria ; 77)
- Josep Carnero. La palabra en el viento. [S.l.] : [S.n.], 1914
- Josep Carnero. La palabra en el viento. Fotografía de la avantportada del libro con dedicatoria del autor para Antoni Rovira y Virgilio
- Josep Carnero. Poesía, 1957. Prólogo de Marià Manent. Barcelona : Editorial Selecta, 1957
- Clasificación Decimal de Bruselas: adaptación para las bibliotecas populares de la Mancomunidad de Cataluña. A cargo de Jordi Rubió y Balaguer. Barcelona : Imprenta Casa de Caridad, 1920
- Josep Maria Folch y Torres. La sortija perdida: novela. Ilustrada por J. Junceda. Barcelona : Josep Bagunyà, 1934. (Biblioteca "Patufet")
- Josep Maria Folch y Torres. La falta de Julián: cuento. 2a ed. Barcelona : Imprenta Elzeviriana y Librería Camino, [1922]
- Josep Maria Folch y Torres. Liseta de Constans o Las astucias de en Fidel Delfí. Con ilustraciones de en Joan Junceda. Barcelona : Josep Bagunyà, [1923]
- Àngel Guimerà. Tierra baja. Barcelona : Imprenta J. Sabater Bros, 1947
- Ignasi Iglésias y Pujadas. La señora Mariquita ; El hogar apagado. Barcelona : Mentora, 1927
- C.A. Jordana. La sortija del nibelung. Ilustraciones de Joan Llaverias. Barcelona : Diana, 1926
- Jordi de Sant Jordi. Jordi de Sant Jordi, poesías. Estudio crítico y edición de Martí de Riquer. Barcelona : Librería Catalònia, 1935
- J.M. López-Picó. Museo. Barcelona : Imprenta Altés, 1934
- J.M. López-Picó. Variaciones líricas. Premio Folguera 1934. Barcelona : Rosa de los Vientos, 1934
- Joan Maragall y Gorina. Poesías. Barcelona : Sala Parara Librería, 1929 (Obras completas de Joan Maragall ; 1)
- Dolors Monserdà de Macià. Maria Glòria: novela de costumbres barcelonesas. 2a ed. Barcelona : Políglota, 1928
- Dolors Monserdà de Macià. La familia Asparó. 3a ed. Mataró : Imprenta Minerva, 1929
- Narciso Oller y Moragas. La locura. Barcelona : Las Alas Extendidas, 1929 (Colección popular de Las Alas Extendidas ; 14)
- Narciso Oller y Moragas. La locura. Fotografía de la avantportada del libro con el nombre de Teresa Rovira escrito a mano
- Narciso Oller y Moragas. La fiebre de oro. Barcelona : La Ilustració Catalana, 1890
- Narciso Oller y Moragas. Pilar Delgado. Barcelona. Editorial Selecta, 1906 (Biblioteca Selecta ; 13)
- Carles Orilla. Los márgenes: 1920-1926. Barcelona : Publicaciones de "La Revista", 1927
- Carles Orilla. Los márgenes. Fotografía de la avantportada del libro con dedicatoria del autor para Antoni Rovira y Virgilio
- Carles Orilla. Prosas elegidas: narraciones, crítica, traducciones. Barcelona : Editorial Barcino, 1934. (Antología ; 8)
- Mercè Rodoreda y Gurguí. Aloma. Barcelona : Institución de las Letras Catalanas, 1938
- Mercè Rodoreda. Aloma. Fotografía de la avantportada del libro con dedicatoria de la autora para Antoni Rovira y Virgilio
- Antoni Rovira y Virgilio. Gramática elemental de la lengua catalana. Barcelona : Antoni López y Llausàs, 1916
- Antoni Rovira y Virgilio. Teatro de la natura : paisajes y marinas, botánica y zoología. Sabadell : L.M., 1928
- Jorge Rubió. Cómo se organiza y cataloga una biblioteca. Barcelona : Cámara Oficial del Libro de Barcelona, 1932
- Carles Soldevila. Tres comedias. Barcelona : Editorial Catalana, 1927
- Robert L. Stewenson. La isla [sic] del tesoro. Traducción de Joan Arús. Ilustraciones de Yorik. Barcelona : Mentora, [19--?

## Publicações
Dois dos seus livros têm sido verdadeiras referências no campo da biblioteconomia: uma é a Bibliografía histórica del libro infantil en catalán (Madrid: ANABA, 1972), em colaboração com Carme Ribé; O outro, Organización de una biblioteca: escolar, popular o infantil (Barcelona: ed. 62, 1981), em colaboração com a Concepció Carreras e a Concepció Martínez. Juntamente com o marido, ela fez a Bibliografia de Antoni Rovira i Virgilii (1905-1939), agora inédito. 
Ele também escreveu artigos sobre a literatura infantil para a Gran Enciclopèdia Catalana, na História da Literatura Catalã (Orbis e Ed. 64, 1984) e no Diccionario de Literatura Catalana (1970, 1979), bem como o volume dedicado à "Literatura Infância e Juventude» (Barcelona: Ariel, 1988) da Historia de la literatura catalana por Riquer-Comas-Molas (volume 11), estudos que já sistematizaram sua dissertação nunca publicada Novecentismo y literatura infantil (1973).
Foi membro do júri do Premi d'Honor de les Lletres Catalanes do Ònium Cultural e alma da Revista da Cataluña, fundado por seu pai em 1924.

## Prêmios e reconhecimentos
Em 1970, recebeu o Prêmio Ramon d'Alòs-Moner, concedido pelo Instituto de Estudos Catalães, para a Bibliografia de Antoni Rovira i Virgili (1905-1939), feita com o marido. Além disso, a .Bibliografia Histórica da Literatura Infantil Catalã, elaborada com Carme Ribé, ganhou o Prêmio Nacional de Pesquisa de Livros Infantis e Jovens.
Em 2002, recebeu o Creu de Sant Jordi "por seu trabalho muito notável no campo dos livros infantis, especialmente na língua catalã, ao qual dedicou uma série de obras onde a sensação de trabalho árduo e disposição para trabalhar são especialmente dignas de nota. serviço na Catalunha" Em 2003, ela foi nomeada filha adotiva de Sant Feliu de Guíxols, de onde nasceu o marido Felip Calvet Costa, que no mesmo ato foi nomeado filho favorito e póstumo. Ele recebeu o Prêmio Aurora Díaz Plaja para Literatura Infantil e Jovem de 2008 para "O livro para crianças e adolescentes. Das origens para derrotar "dentro da herança da imaginação: livros de ontem para os leitores de hoje (Palma: Instituto de Estudos Baleares, 2007).
O Serviço de Bibliotecas da Generalidade da Catalunha criou em 2013 um prêmio de inovação em bibliotecas públicas que tem seu nome. O prêmio terá uma periodicidade anual.